# Jack Broadbent
Jack Broadbent (* 15. Juni 1988 in Lincolnshire, England) ist ein britischer Gitarrist und Singer-Songwriter. Er spielt und schreibt seine Songs im Blues und Folk-Stil.

## Leben und Wirken
Broadbent wuchs im ländlichen England auf. John Lee Hooker, Peter Green und Robert Johnson, aber auch Crosby, Stills, Nash & Young zählen zu Broadbents Einflüssen; er hat sich aber einen eigenen Stil erarbeitet. Um die Gitarre im „Slide“-Stil spielen zu können, benutzt er häufig einen Flaschenhals oder einen „Flachmann“.
Broadbent begann als Straßenmusiker und begeisterte mit improvisierten Stücken. Eines seiner YouTube-Videos wurde 425.000 mal aufgerufen. Mittlerweile tritt er auf größeren Bühnen solo oder als Opening von Lynyrd Skynyrd, Johnny Hallyday, Bernard Allison und Robben Ford auf . Er hatte Festivalauftritte in Glastonbury, 2016 beim Montreux Jazz Festival und 2018 beim Rochester Jazz Festival. Das Montreux Jazz Festival kündigte ihn als „The new master of the slide guitar“ an.